# Skilehrer

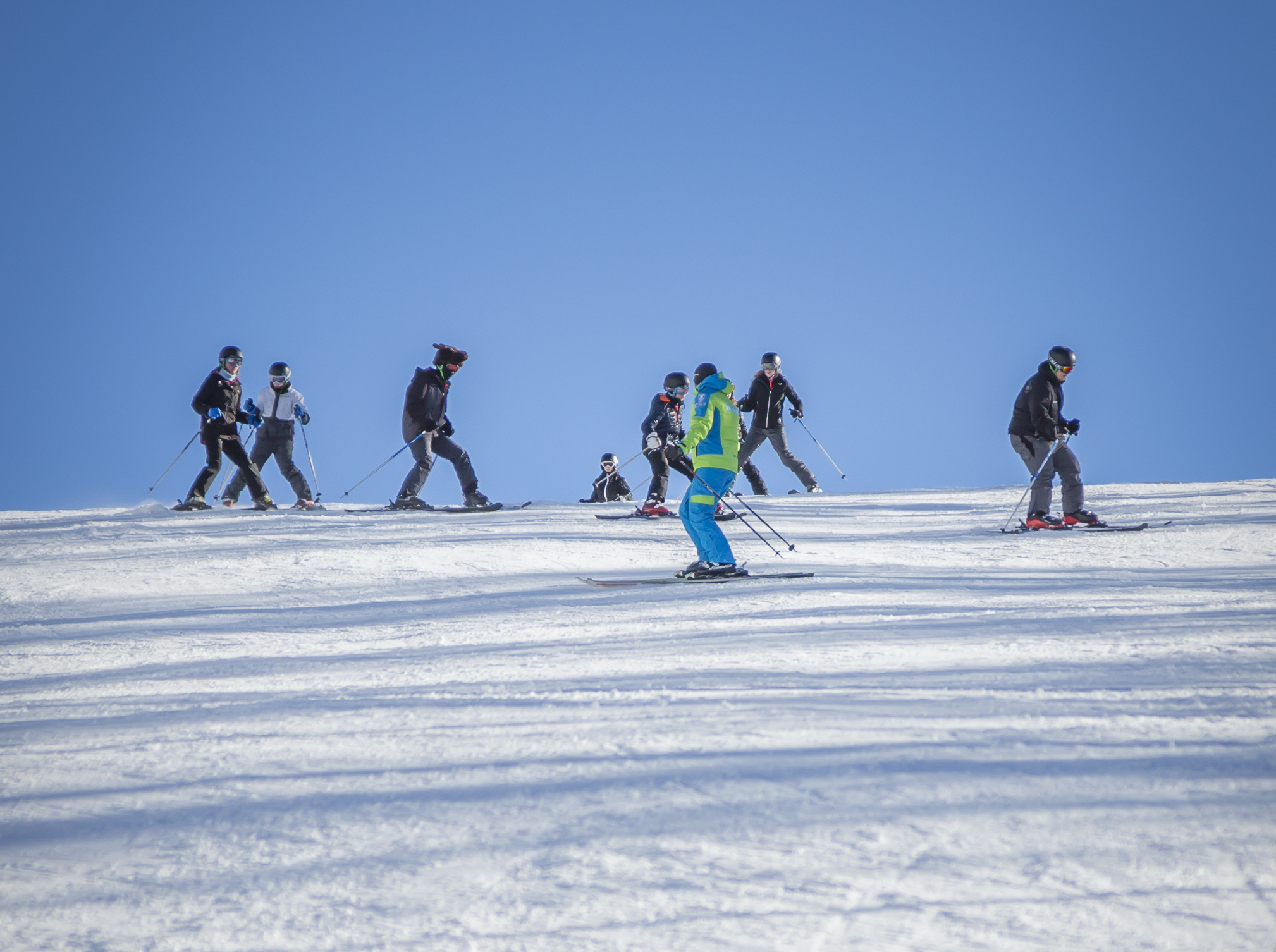
Ein Skilehrer mit Skischülern

Ein Skilehrer ist eine Person, die in Wintersportgebieten das Skifahren lehrt. Außer pädagogischem Fachwissen erfordert die Tätigkeit eine gute körperliche Verfassung.

## Ausbildung

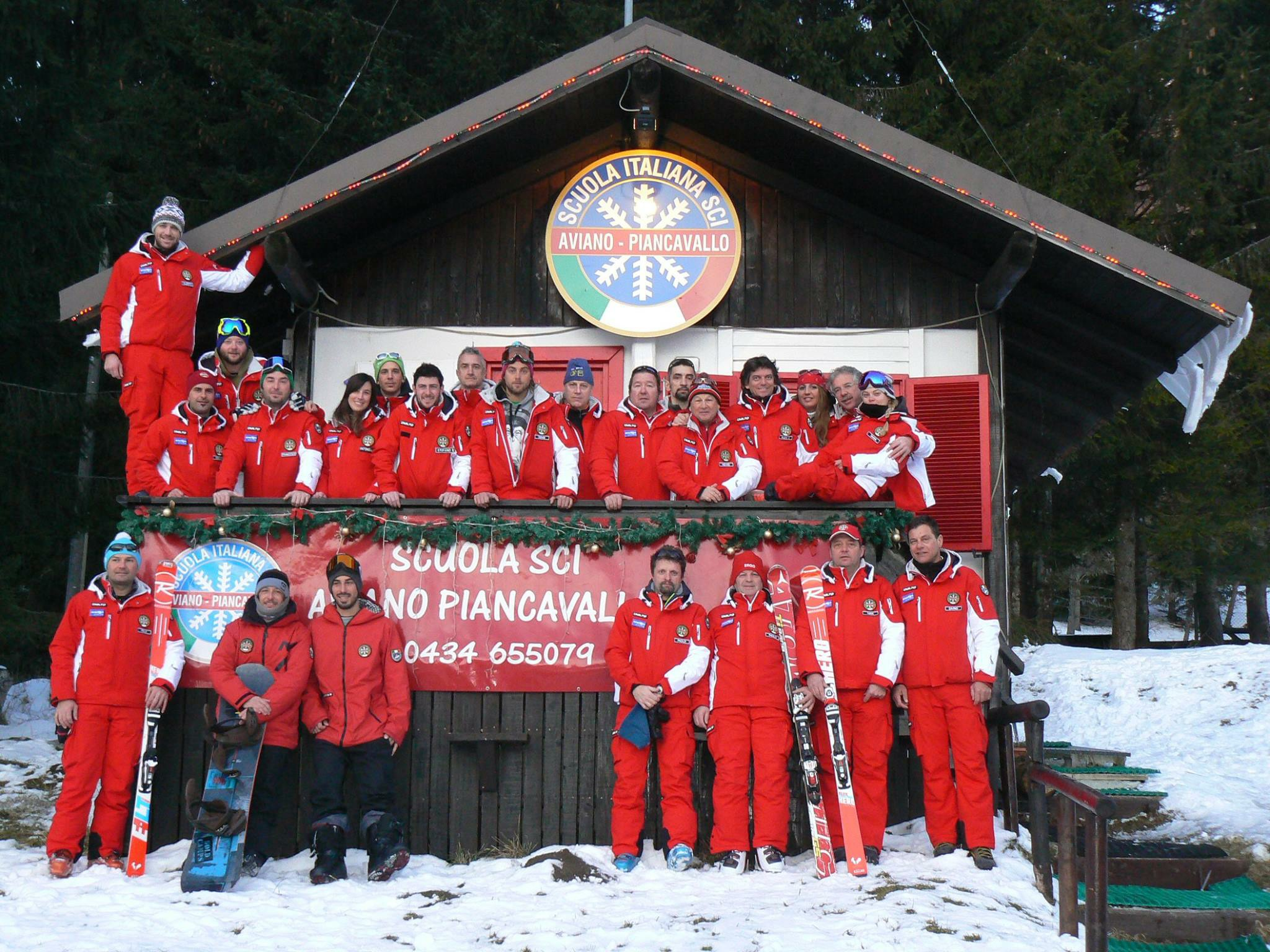
Italienische Skilehrer im Skigebiet von Piancavallo

Die Ausbildung zum staatlich zertifizierten Skilehrer ist von Land zu Land unterschiedlich. Überall gleich ist jedoch über skifahrerisches Können hinaus die Schulung in Bereichen wie Sicherheit, Wettervorhersage und Informationsvermittlung. Außerdem werden neben dem Weg zum Skilehrer auch Snowboard-, Nordic- und Telemark-Ausbildungen angeboten.

### Schweiz
Am Anfang einer Ausbildung zum Schneesportlehrer steht eine verbindliche fünftägige Zulassungsausbildung. Angeboten wird sie zum einen als „Kids Instructor“ und zum anderen als normale Zulassungsausbildung. Der Weg über die Kids-Instructor-Ausbildung hat den Vorteil, dass sie bereits mit 17 Jahren absolviert werden kann. Sie ist jedoch nur Personen mit Wohnsitz oder Arbeitserlaubnis in der Schweiz zugänglich. Die normale Zulassungsausbildung steht allen Leuten ab dem 18. Lebensjahr offen. Ist dieser erste Schritt absolviert, kann die Ausbildung bei Swiss SnowSports beginnen. Die Ausbildung kann in verschiedenen Ausbildungsstufen abgeschlossen werden (Aspirant, Instructor, Schneesportlehrer) und ist in Module unterteilt. Um einen Abschluss als eidgenössischer Schneesportlehrer zu erhalten, sind rund 11 solcher Module nötig und zusätzlich ein Praktikum von 80 Tagen. Die Module enthalten Lehrgänge zur Methodik, Technik, Nothelfer, erster Helfer Stufe 1 und verschiedene Praktika.

### Deutschland
Das Ausbildungssystem in Deutschland besteht aus verschiedenen Kompetenzstufen. Am Beginn steht die Bewerbung an einer DSLV-ProfiSchule des Deutschen Skilehrerverbandes. Wird sie angenommen, führt der Weg über zwei Ausbildungslehrgänge mit Abschlussprüfung zur Skilehrperson Level 1. Dabei wird geraten, vor dem Einstieg in die Ausbildungslehrgänge ein 50-stündiges Praktikum an einer DSLV-ProfiSchule zu absolvieren. Die weitere Ausbildung führt über Level 1 zu Level 2 und 3 bis hin zur staatlich geprüften Skilehrperson. Nach Abschluss des jeweiligen Levels sind eine gewisse Anzahl Praktikumsstunden zu absolvieren, um sich für den Lehrgang des nächsten Levels zu bewerben. Die Module werden in Kontaktzeit und Selbststudium aufgeteilt und betragen zwischen 27 Tagen beim Level 1 und 231,5 Tagen für die staatliche Schneesportlehrperson.

### Südtirol
Um den Skilehrertitel zu erhalten, muss eine dreijährige Ausbildung abgeschlossen werden. Die Module der Ausbildung behandeln: Technik, Methodik, Alpinwesen, Sportwissenschaften und Allgemeine Theorie. Wer die Abschlussprüfungen im dritten Jahr besteht, wird als Skilehrer anerkannt. Die Teilnahme an den Kursen ist nur Volljährigen mit Mittelschulabschluss und ohne strafrechtliche Verurteilungen offen, außerdem werden Sprachkenntnisse in Italienisch und Deutsch gefordert.

### Internationale Absprachen
Es gibt die Möglichkeit, seine Ausbildung in anderen Ländern anerkennen zu lassen. Will zum Beispiel ein ausländischer Skilehrer in der Schweiz unterrichten, kann er, sofern er die Höchstausbildung in seinem Land abgeschlossen hat, einen Antrag auf Anerkennung beim Staatssekretariat für Bildung, Forschung und Innovation (SBFI) stellen. Besitzt er die Höchstausbildung nicht, kann er ein Verfahren einleiten, welches seine Ausbildung beurteilt. Entspricht diese mindestens dem schweizerischen Instructor-Niveau kann er diese Einschätzung durch eine internationale Anerkennungsprüfung bestätigen lassen.
Seit 2019 gibt es eine Möglichkeit, ausgearbeitet von einer europäischen Kommission, welche die Anerkennung von Skilehrern zwischen den Mitgliedsstaaten erleichtern soll. Die im eigenen Land erworbenen Qualifikationen können durch Bestehen eines technischen sowie eines Sicherheitstests in alle Mitgliedstaaten übernommen werden. Dieses System erleichtert den Skilehrpersonen das Wechseln ihres Berufsortes und alle Skinationen profitieren von hoch qualifizierten Arbeitnehmern.

## Arbeit
Die Schülerschaft von Skilehrern wechselt ständig und sie unterrichten verschiedene Kompetenzlevel. Manchmal leiten sie Gruppenkurse typischerweise vor allem für Kinder und teilweise Privatlektionen für Fortgeschrittene oder Anfänger, welche sich zu alt für die klassische Skischule in Gruppenkursen fühlen. Je fortgeschrittener die Schüler sind, desto mehr können sie sich in eine beliebige Richtung spezialisieren, beispielsweise für Rennfahren, Tiefschneefahren oder dem Freestyle in einem Funpark.

## Geschichte in der Schweiz
1927 trat in Graubünden das erste Skilehrergesetz in Kraft. 1928 wurde dieses auch im Kanton Bern eingeführt.
Am 7. November 1932 fand in Davos die Gründung des Interverbandes für Skilauf (SIVS) statt und 1933 kam es zur Gründung des Arbeiterausschusses Schweizer Skischule. Am 13. September 1934 wurde der Schweizerische Skischulverband (SSSV) gegründet.
2002 fusionierten die Dachverbände SIVS und SSSV zu Swiss Snowsports. 2011/2012 bot sich die erste Möglichkeit zur Ausbildung zum Schneesportlehrer mit eidgenössischem Fachausweis.